# La Limouzinière
Ne doit pas être confondu avec La Limouzinière (Vendée).
La Limouzinière est une commune de l'ouest de la France, située dans le département de la Loire-Atlantique, région Pays de la Loire.
Elle fait partie de la Communauté de Communes Grand Lieu Communauté.
La commune fait partie de la Bretagne historique. Elle appartient au pays traditionnel 'Pays de Retz', dans le grand-pays historique du 'Pays nantais' (un diocèse, un comté et une baillie de Bretagne).
Ses habitants s'appellent les Limouzins et les Limouzines.
La Limouzinière comptait 2 373 habitants au recensement de 2014.

## Géographie

Situation de la commune de la Limouzinière dans le département de la Loire-Atlantique

La Limouzinière est une commune située à une vingtaine de kilomètres au sud de Nantes et 6 km au sud-est de Saint-Philbert-de-Grand-Lieu. Elle est baignée à l'est par la Logne.
|                            | Saint-Philbert-de-Grand-Lieu |                |
| La Marne                   | La Limouzinière              | Saint-Colomban |
| Saint-Étienne-de-Mer-Morte | Corcoué-sur-Logne            |                |

### Climat
Pour des articles plus généraux, voir Climat des Pays de la Loire et Climat de la Loire-Atlantique.
En 2010, le climat de la commune est de type climat océanique franc, selon une étude du CNRS s'appuyant sur une série de données couvrant la période 1971-2000. En 2020, Météo-France publie une typologie des climats de la France métropolitaine dans laquelle la commune est exposée à un climat océanique et est dans la région climatique Bretagne orientale et méridionale, Pays nantais, Vendée, caractérisée par une faible pluviométrie en été et une bonne insolation.
Pour la période 1971-2000, la température annuelle moyenne est de 12,1 °C, avec une amplitude thermique annuelle de 13,6 °C. Le cumul annuel moyen de précipitations est de 794 mm, avec 12,3 jours de précipitations en janvier et 6,5 jours en juillet. Pour la période 1991-2020, la température moyenne annuelle observée sur la station météorologique de Météo-France la plus proche, sur la commune de Rocheservière à 9 km à vol d'oiseau, est de 12,4 °C et le cumul annuel moyen de précipitations est de 831,3 mm,. Pour l'avenir, les paramètres climatiques de la commune estimés pour 2050 selon différents scénarios d'émission de gaz à effet de serre sont consultables sur un site dédié publié par Météo-France en novembre 2022.

## Urbanisme

### Typologie
Au 1er janvier 2024, La Limouzinière est catégorisée bourg rural, selon la nouvelle grille communale de densité à sept niveaux définie par l'Insee en 2022.
Elle appartient à l'unité urbaine de Saint-Colomban, une agglomération intra-départementale regroupant deux  communes, dont elle est une commune de la banlieue,,. Par ailleurs la commune fait partie de l'aire d'attraction de Nantes, dont elle est une commune de la couronne,. Cette aire, qui regroupe 116 communes, est catégorisée dans les aires de 700 000 habitants ou plus (hors Paris),.

### Occupation des sols
L'occupation des sols de la commune, telle qu'elle ressort de la base de données européenne d’occupation biophysique des sols Corine Land Cover (CLC), est marquée par l'importance des territoires agricoles (95,7 % en 2018), en diminution par rapport à 1990 (97,7 %). La répartition détaillée en 2018 est la suivante : 
terres arables (42,1 %), zones agricoles hétérogènes (31,5 %), prairies (15,2 %), cultures permanentes (6,9 %), zones urbanisées (3 %), forêts (1,3 %). L'évolution de l’occupation des sols de la commune et de ses infrastructures peut être observée sur les différentes représentations cartographiques du territoire : la carte de Cassini (XVIIIe siècle), la carte d'état-major (1820-1866) et les cartes ou photos aériennes de l'IGN pour la période actuelle (1950 à aujourd'hui).

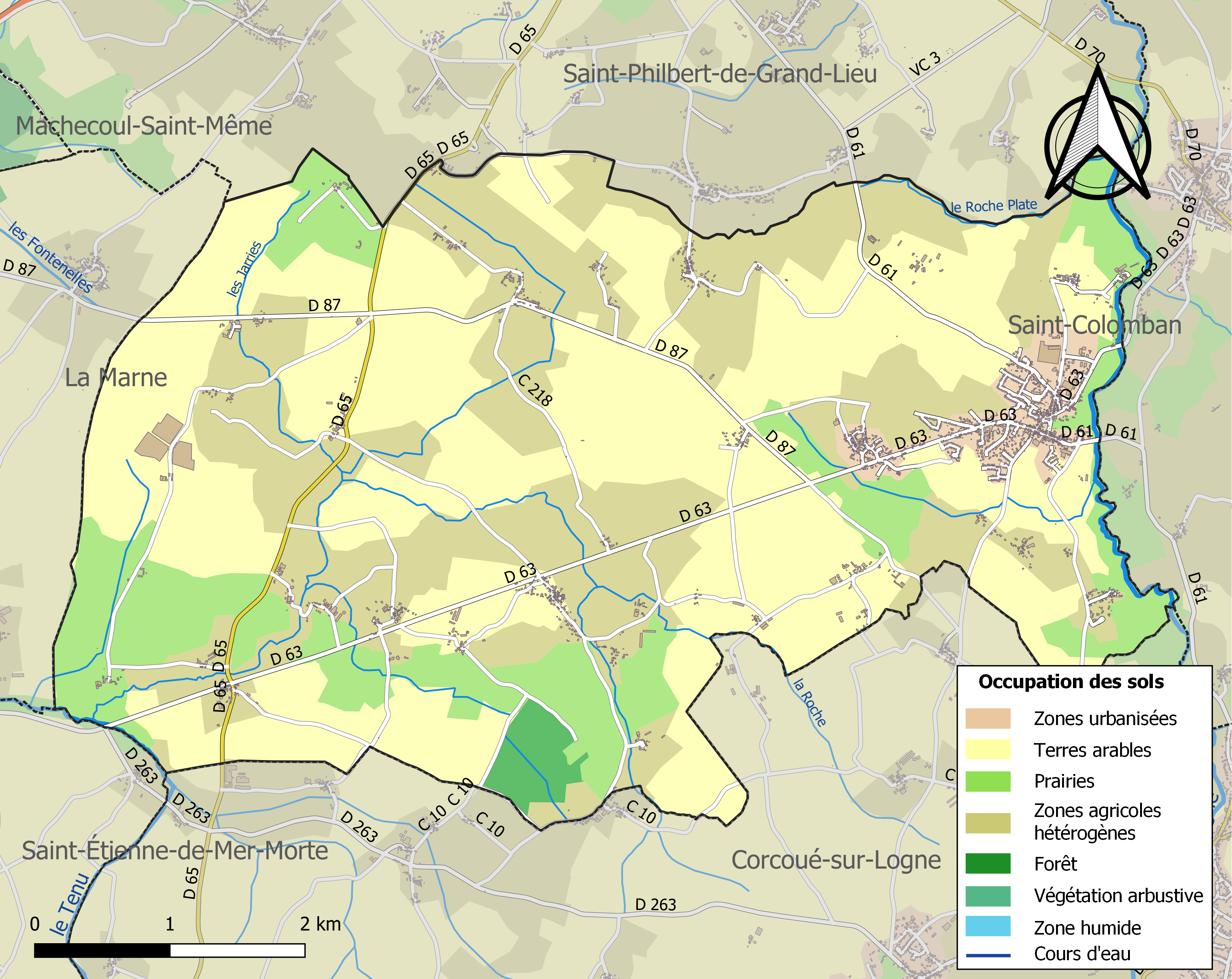
Carte des infrastructures et de l'occupation des sols de la commune en 2018 (CLC).

### Projets d'aménagement
Le PLU (plan local d'urbanisme) a été révisé le 9 mars 2020 et une enquête publique a eu lieu du 4 décembre 2019 au 4 janvier 2020. Il est défini selon 4 orientations générales définies par le PADD (Projet d’Aménagement et de Développement Durables) :
1. Habitat : affirmer et renforcer la vitalité du bourg de la Limouzinière par un développement équilibré de l'habitat
2. Services et transport : accompagner le développement pour en pérenniser la qualité
3. Économie : soutenir les activités économiques de proximité et la vitalité du territoire
4. Patrimoine et environnement : préserver et mettre en valeur le cadre de vie: les paysages, le patrimoine, l'environnement

## Toponymie
Le nom de la localité est attesté sous les formes écrites Lemovicina en 1059, Limozineria en 1119. Etablir son étymologie est malaisé, tout comme celle de ses homonymes des régions voisines, pour lesquels on suppose des origines diverses (tous ne désignent pas des charges religieuses et ne sont pas des paroisses). Les suffixes latins, puis romans, -ina- et -in-eria (au féminin) étaient sans doute d'usage instable dans la langue parlée, avant la fixation administrative.
1) Une hypothèse est que le nom de la commune proviendrait d'un *alemosinaria bas-latin (qui n'est pas attesté dans les rares formes écrites anciennes) signifiant « aumônerie », un type d'institution religieuse (souvent eleemosina dans les pouillés). (La paroisse figurera plus tard dans les possessions des Hospitaliers.)
2) La forme de 1119 Limozineria semble une latinisation de scribe. Faut-il supposer une composition assez récente : le suffixe -ère ajouté à Lemouzin ? Cependant, la base de la forme écrite de 1059 Lemovici- est latine et classique : c'est le nom des Lemovici avec le suffixe de nom de lieu -aria.
À défaut du nom d'éventuels Lemovices limousins, n'aurions-nous pas ici, suivant Ph. Jouët, un descriptif toponymique sur un vieux-celtique lemo- "orme" (lemo- explique aussi le nom de Limoges et le premier élément de celui du Limousin) ? Il y aurait eu confusion entre des mots d'époques différentes, sans rapport initial, et appartenant à des registres différents (*lemo- descriptif gallo-romain, rural ; eleemosina innovation du haut Moyen Âge, administratif ; limousin ethnonyme). Cette hypothèse pourrait éclairer la question assez complexe des toponymes Limousinière).
3) Un étymon bas-latin *alemosineria "aumônerie" ne peut aboutir à un moderne *alimousinère, mais aurait donné *aumonèire. (ou simplement réduit à L'Aumône, comme à Cherrueix).
4) En tout cas, s'il y a eu confusion ou réinterprétation médiévale, c'est lemozi- (qui serait régulièrement issu du classique lemovic-) qui l'a emporté (d'où l'interprétation spontanée du nom...).
La Limouzinière est située sur la limite entre le poitevin et le gallo. En gallo son s'écrit La Limouziniére selon l'écriture ABCD; La Limózinèrr selon l'écriture ELG, ou La Limouziniérr selon l'écriture MOGA. En gallo, le nom de la commune se prononce [lalimuzinjeʁ].
L'Office public de la langue bretonne propose Kerlouevig en breton (ker = -aria ; / lemo- / > /louev/).

## Histoire
Au Moyen Âge, La Limouzinière était soumise à la juridiction des seigneuries du Chaffault et de la Touche qui se partageaient le bourg et ses environs.
Durant les guerres dites de l'Ouest ou de Vendée (qui débordèrent en fait sur les contrées voisines), le village fut le théâtre, le 10 février 1794, d'un massacre de ses habitants par les troupes républicaines [2].

## Héraldique
| Blason | Blasonnement : Parti : au premier, de sinople au lion d'or couronné, lampassé et armé de gueules ; au second, d'or à trois tourteaux de gueules ; enté en pointe d'argent coupé d'azur. Commentaires : Le lion est du Chaffault, les tourteaux sont de La Touche-Limouzinière, l'enté est du prieuré du Guignaud. Blason conçu par l'héraldiste Michel Pressensé (délibération municipale en 1970), enregistré en 1970. |

## Politique et administration
| Période                                  | Période           | Identité                | Étiquette | Qualité |
| ---------------------------------------- | ----------------- | ----------------------- | --------- | --- |
| 1899                                     | 1922              | Georges de La Pommeraye |           | |
| 1922                                     | 1923              | Théophile Baud          |           | |
| 1923                                     | 1926              | Pierre Padioleau        |           | |
| 1926                                     | 1945              | René Sellier            |           | |
| 1945                                     | mars 1971         | René Grasset            |           | |
| mars 1971                                | mars 1977         | Henri Denis             |           | |
| mars 1977                                | août 1979 (décès) | Alphonse Brossard       |           | Retraité |
| septembre 1979                           | mars 1989         | Henri Guibert           |           | Ancien premier adjoint |
| mars 1989                                | mars 2008         | Rémy Dugast             | SE        | Professeur de technologie en collège, adjoint au maire (1983 → 1989) Maire honoraire (2012)                                                                           |
| mars 2008                                | mars 2014         | Marie-Josèphe Dupont    | SE        | Conductrice, ancienne adjointe au maire |
| mars 2014                                | En cours          | Frédéric Launay         | DVD       | Chauffeur poids-lourd Adjoint au maire chargé de l'urbanisme(2008 → 2014) Vice-président de la CC de Grand Lieu chargé des finances et de la mutualisation, (2014 → ) |
| Les données manquantes sont à compléter. |                   |                         |           | |

## Population et société

### Démographie
Selon le classement établi par l'Insee, La Limouzinière fait partie de l'aire urbaine et de la zone d'emploi de Nantes et du bassin de vie de Saint-Philbert-de-Grand-Lieu. Elle n'est intégrée dans aucune unité urbaine. Toujours selon l'Insee, en 2010, la répartition de la population sur le territoire de la commune était considérée comme « peu dense » : 78 % des habitants résidaient dans des zones « peu denses »  et 22 % dans des zones « très peu denses ».

#### Évolution démographique
Les données concernant 1793 sont perdues.
L'évolution du nombre d'habitants est connue à travers les recensements de la population effectués dans la commune depuis 1800. Pour les communes de moins de 10 000 habitants, une enquête de recensement portant sur toute la population est réalisée tous les cinq ans, les populations de référence des années intermédiaires étant quant à elles estimées par interpolation ou extrapolation. Pour la commune, le premier recensement exhaustif entrant dans le cadre du nouveau dispositif a été réalisé en 2007.

En 2022, la commune comptait 2 468 habitants, en évolution de +2,79 % par rapport à 2016 (Loire-Atlantique : +6,68 %, France hors Mayotte : +2,11 %).
| 1800  | 1806 | 1821  | 1831  | 1836  | 1841  | 1846  | 1851  | 1856  |
| ----- | ---- | ----- | ----- | ----- | ----- | ----- | ----- | ----- |
| 1 116 | 978  | 1 205 | 1 085 | 1 172 | 1 182 | 1 228 | 1 220 | 1 263 |

| 1861  | 1866  | 1872  | 1876  | 1881  | 1886  | 1891  | 1896  | 1901  |
| ----- | ----- | ----- | ----- | ----- | ----- | ----- | ----- | ----- |
| 1 337 | 1 387 | 1 367 | 1 384 | 1 478 | 1 541 | 1 575 | 1 541 | 1 573 |

| 1906  | 1911  | 1921  | 1926  | 1931  | 1936  | 1946  | 1954  | 1962  |
| ----- | ----- | ----- | ----- | ----- | ----- | ----- | ----- | ----- |
| 1 590 | 1 518 | 1 327 | 1 341 | 1 328 | 1 254 | 1 219 | 1 204 | 1 227 |

| 1968  | 1975  | 1982  | 1990  | 1999  | 2006  | 2007  | 2012  | 2017  |
| ----- | ----- | ----- | ----- | ----- | ----- | ----- | ----- | ----- |
| 1 244 | 1 233 | 1 147 | 1 279 | 1 407 | 1 968 | 2 049 | 2 231 | 2 414 |

| 2022  | - | - | - | - | - | - | - | - |
| ----- | - | - | - | - | - | - | - | - |
| 2 468 | - | - | - | - | - | - | - | - |

#### Pyramide des âges
La population de la commune est relativement jeune.
En 2018, le taux de personnes d'un âge inférieur à 30 ans s'élève à 40,8 %, soit au-dessus de la moyenne départementale (37,3 %). À l'inverse, le taux de personnes d'âge supérieur à 60 ans est de 17,2 % la même année, alors qu'il est de 23,8 % au niveau départemental.
En 2018, la commune comptait 1 190 hommes pour 1 252 femmes, soit un taux de 51,27 % de femmes, légèrement inférieur au taux départemental (51,42 %).
Les pyramides des âges de la commune et du département s'établissent comme suit.
| Hommes | Classe d’âge | Femmes |
| ------ | ------------ | ------ |
| 0,6    | 90 ou +      | 1,9    |
| 4,2    | 75-89 ans    | 7,2    |
| 10,7   | 60-74 ans    | 9,6    |
| 19,7   | 45-59 ans    | 16,5   |
| 24,0   | 30-44 ans    | 23,9   |
| 14,4   | 15-29 ans    | 13,4   |
| 26,4   | 0-14 ans     | 27,4   |

| Hommes | Classe d’âge | Femmes |
| ------ | ------------ | ------ |
| 0,6    | 90 ou +      | 1,8    |
| 6      | 75-89 ans    | 8,6    |
| 15,1   | 60-74 ans    | 16,4   |
| 19,4   | 45-59 ans    | 18,8   |
| 20,1   | 30-44 ans    | 19,3   |
| 19,2   | 15-29 ans    | 17,4   |
| 19,5   | 0-14 ans     | 17,6   |

### Enseignement
Le territoire de la commune est situé dans l'académie de Nantes.
La commune administre une école maternelle et élémentaire nommée Gaston Chaissac.
L'association des parents d'élèves Assogastion défend les intérêts des parents d'élèves de l'école Gaston Chaissac.

## Économie

### Revenus de la population et fiscalité
En 2019, le revenu fiscal médian par ménage était de 21 630 €. La commune comptabilisait 872 ménages fiscaux avec 2 340 personnes et 54% des ménages sont imposés.

### Entreprises
L'Insee dénombre 107 établissements actifs sur le territoire de la commune de la Limouzinière au 1er janvier 2020.

## Vie locale

### Sports

#### Les clubs
- Football : F.C. Logne Boulogne avec en 2021, 222 adhérents dont 49 limouzins[36]
- Tir pistolet et carabine : Club Tir Limouzin avec en 2021, 19 adhérents dont 4 limouzins[37]
- Athlétisme : Athlétic Retz sud lac avec en 2021, 483 adhérent dont 17 limouzins[38]
- Taekwondo : TAEKWONDO Limouziniere avec en 2021, 182 adhérents dont 61 limouzins[39]
- Dance classique et jazz : Danse Passion en Retz avec en 2021, 66 adhérents dont 33 limouzins[40]
- Basket ball, volley ball, hand ball, ultimate, badmington, footsall : Étoile Sportive de la Logne avec en 2021, 14 adhérents dont 6 limouzins[41]
- Basket ball : Union Basket Logne avec en 2021, 203 adhérents dont 49 limouzins[42]
- Tennis Table : Saint Colomban Tennis Table avec en 2021, 45 adhérents dont 11 Limouzins[43]

### Culture / Loisirs
Associations :
- Amicale de l’Espoir avec en 2021, 45 adhérents[44]
- Société de chasse avec en 2021, 17 adhérents dont 12 limouzins[45]
- Musique et danse 44[46]
- Vigilance Information Environnement (V.I.E.) avec en 2021, 40 adhérents dont 30 limouzins[47]

### Social

#### Les associations
- Au bonheur des p'tits Limouzins: regroupement des assistantes maternelles à La Limouzinière[48]. L’association compte en 2019 : 17 adhérentes, dont 14 assistantes maternelles, 3 mamans, et 5 bénévoles.
- Nounous du Lac : regroupement des assistantes maternelles de cinq communes : Saint Philbert de Grand-Lieu, la Chevrolière, la Limouzinière, Saint-Colomban et Saint-Lumine-de-Coutais[49]. L'association comprend 18 adhérents dont 5 limouzins en 2021.

## Lieux et monuments
- Vestiges du logis de la Touche : le « logis-porte », de style gothique, offre aux passants l’ogive d’un portail avec deux fenêtres à meneaux en croix. Le rez-de-chaussée avec ses arcades lui donne un air ajouré de cloître, complété par une tourelle datant du XVIe siècle.

## Personnalités liées à la commune
- François Guérif : éditeur, scénariste, écrivain né dans la commune. Il dirige la collection Rivages/Thrillers/Noir, qui édite des écrivains comme James Ellroy, David Peace, Elmore Leonard, Tony Hillerman.